# Denkmal Friedrich II. von Preußen (Letschin)

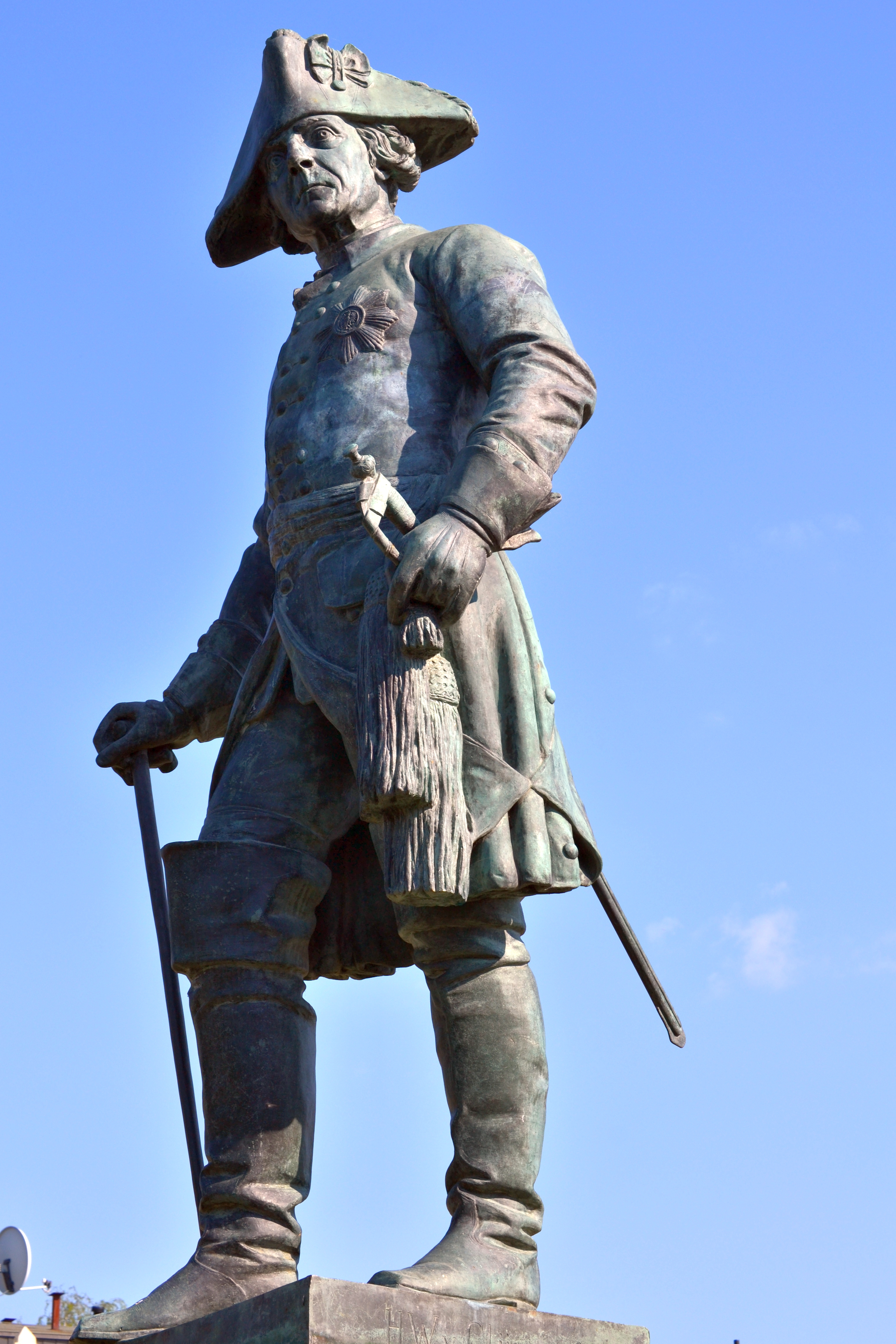
Denkmal Friedrich II. „Das dankbare Oderbruch“

Das Denkmal Friedrich II. ist ein Denkmal für den preußischen König Friedrich II. in Letschin im Oderbruch. Es wurde 1905 errichtet und 1996 neu aufgestellt.

## Geschichte

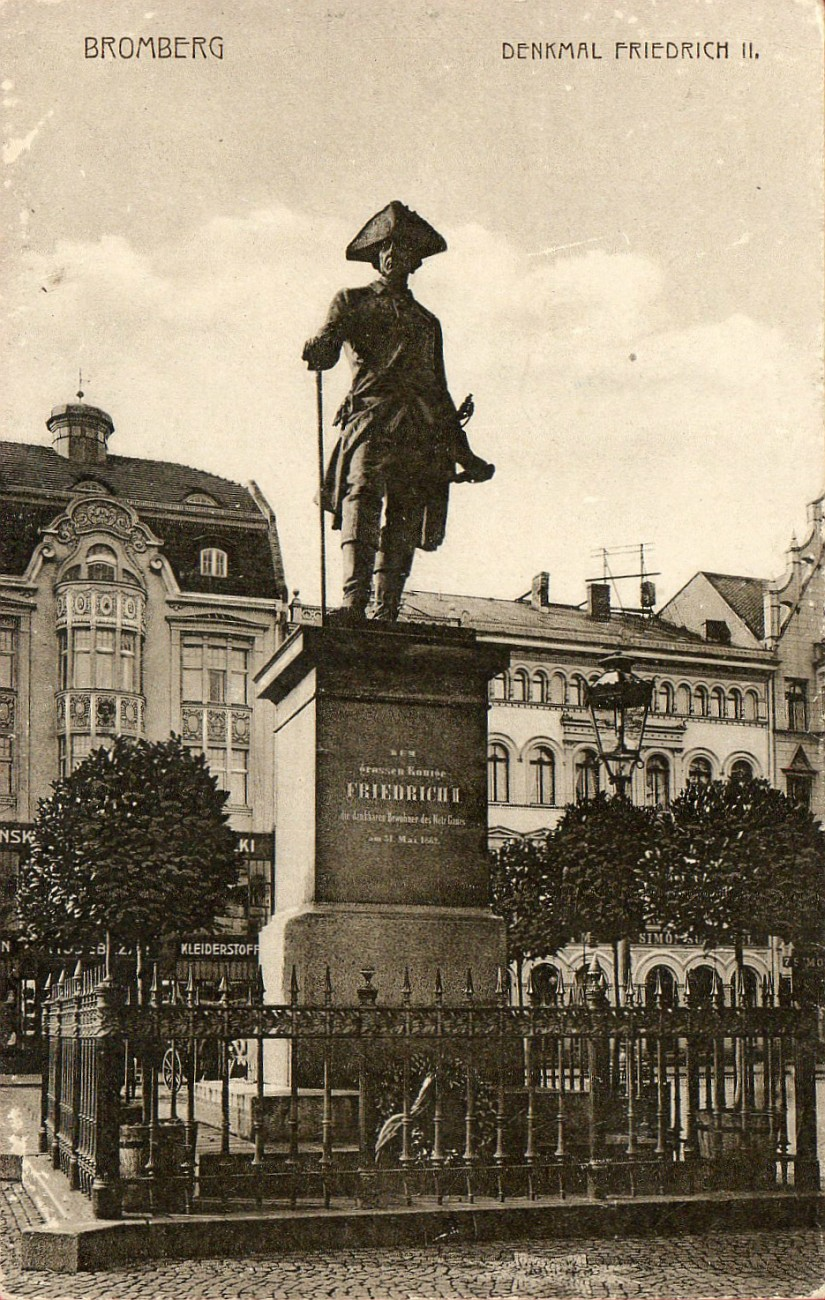
Friedrich-Denkmal in Bromberg (Bydgoszcz)

1905 entwarf der Berliner Bildhauer Hans Weddo von Glümer ein Standbild für Friedrich II. für den Ort Letschin. Er nutzte dabei offensichtlich das Friedrich-Denkmal in Bromberg in der östlichen Provinz Posen von Eduard Uhlenhuth als Vorlage. 1906 ließ er ein identisches Denkmal in Prenzlau errichten (das inzwischen verloren gegangen ist).
Nach 1945 wurde das Denkmal von den Behörden abgebaut, danach von Dorfbewohnern wieder aufgestellt, dann wieder abgebaut und letztendlich in einem Schuppen versteckt. 1984 wurde es erstmals wieder in der beliebten DDR-Fernsehsendung Außenseiter – Spitzenreiter öffentlich gezeigt. 1986 wurde es von Einwohnern anlässlich der 650-Jahr-Feier des Ortes über Nacht wieder aufgestellt, danach musste es aber wieder abgebaut werden.
Das Denkmal kam zur Restaurierung nach Potsdam.  Erst 1996 wurde es nach energischen Nachfragen von Einwohnern wieder auf dem Dorfplatz aufgestellt. Es bildet seitdem die größte Sehenswürdigkeit des Ortes. In der Nähe bestand viele Jahre die Gaststätte Der Alte Fritz.